# Мальцево (Судженское сельское поселение)
Мальцево — посёлок железнодорожного разъезда в Яйском районе Кемеровской области России. Входит в состав Судженского сельского поселения.

## География
Посёлок находится в северной части области, к северу от реки Катама (приток Яи), на расстоянии примерно 7 километров (по прямой) к западу-юго-западу (WSW) от районного центра посёлка городского типа Яя. Абсолютная высота — 194 метра над уровнем моря.
Часовой пояс
Посёлок Мальцево, как и вся Кемеровская область, находится в часовой зоне МСК+4. Смещение применяемого времени относительно UTC составляет +7:00.

## Население
| 2010 |
| ---- |
| 38   |

Половой состав
По данным Всероссийской переписи населения 2010 года в гендерной структуре населения мужчины составляли 44,7 %, женщины — соответственно 55,3 %.
Национальный состав
Согласно результатам переписи 2002 года, в национальной структуре населения русские составляли 96 % из 59 чел.

## Улицы
Уличная сеть посёлка состоит из двух улиц.